# Фресненья
Фресненья (ісп. Fresneña) — муніципалітет в Іспанії, у складі автономної спільноти Кастилія-і-Леон, у провінції Бургос. Населення — 103 особи (2010).
Муніципалітет розташований на відстані близько 230 км на північ від Мадрида, 45 км на схід від Бургоса.
На території муніципалітету розташовані такі населені пункти: (дані про населення за 2010 рік)
- Фресненья: 35 осіб
- Сан-Крістобаль-дель-Монте: 15 осіб
- Вільямайор-дель-Ріо: 53 особи

## Демографія
Динаміка населення (INE ):